# Fåglaviks kapell
Fåglaviks kapell är en kyrkobyggnad i småorten Fåglavik vid Västra stambanan i den nordöstra delen av Herrljunga kommun. Den tillhör Hudene församling i Skara stift. 

## Kyrkobyggnaden
Kyrkobyggnaden uppfördes med hjälp av en donation från arvingarna till grundaren av Fåglaviks glasbruk, Anders Magnus Andersson. Andersson, som var varmt troende, avled 1891 och önskade att del av hans kvarlåtenskap skulle användas till "nyttigt syfte" för bruksarbetarna. Skara Domkapitel 28 december 1893 beslöt domkapitlet i Skara stift att kapellet skulle tillhöra Hudene församling. Man skulle hålla minst åtta gudstjänster per år och minst två nattvardsgudstjänster. Arkitekt Hjalmar Cornilsen ritade kapellet. Byggnadsarbetena inleddes 7 april 1894 och kapellet invigdes 9 september samma år av kyrkoherden i Södra Björke, Jonas Karlander. Under en av stenarna i grunden finns en kopparcylinder med berättelsen om hur kapellet kom till.
Kyrkobyggnaden består av ett långhus med ett femsidigt lägre och smalare kor i söder. Entrén till byggnaden ligger i norr, och på taknocken över entrén finns en takryttare. I takryttaren sitter en klocka, som tidigare använts som vällingklocka vid glasbruket. Klockringning sker för hand. I koret finns tre fönster med mansilinglas i olika färger. Ursprungligen uppfördes byggnaden i korsvirkesteknik och målades vitt. Interiören hade en ljus färgsättning och var fernissad. De så kallade "konstruktiva delarna" kan ha varit synliga och de skall i så fall ha varit rödmålade. Över koret fanns tidigare en inskription, "Kommen hit I alle som arbeten och ären betungade och jag vill vederkvicka Eder", vilket var hämtat ur den dåvarande översättningen av Matteusevangeliets 11 kapitel, 28 vers. Under tornspiran satt en tavla som berättade om Anderssons donation och om kapellets uppförande. Byggnaden hade plats för 200 personer.
År 1952 överlämnades kapellet till församlingen. Det var då i dåligt skick och man beslutade att det skulle renoveras. Arkitekten Sigfrid Ericson ritade en om- och tillbyggnad. 1954-1955 genomfördes så renoveringen: ett vindfång byggdes och väggarna kläddes invändigt med masonit. Fönstren försågs med nya bågar och bänkinredningen glesades ut. Man sänkte innertaket, som även detta kläddes med masonit och det spetsiga korvalvet rundades. Interiören målades i ljusa färger och innertaket målades blått. Man installerade elvärme och belysning. Genom en donation från den kyrkliga syföreningen byggdes samtidigt en församlingssal i väster. Här inreddes ett kapprum kök och ett kombinerat arbets-, konfirmand- och sammanträdesrum som förbands med kapellet via skjutdörrar. Byggnadsstyrelsen riktade kritik mot arkitektens förslag att plattkläda kapellets väggar och tak, men detta beaktades ej. Renoveringen stod klar i november 1955 och antalet platser i kapellet hade minskats till ca 100. Återinvigningen skedde 13 november 1955 ledd av domprost Nils Karlström.
År 1960 upptäcktes svamp i golvet och byggmästare Ivan Sylvén inkom med ett förslag till hur detta skulle repareras. Man bytte ut gamla golvdelar såsom bärlinor, bärplintar, bjälklag och trossbotten. Man drog nya rör och lade nytt golv. Två toaletter installerades i församlingshemmets entré.
Maria Elisabeth Hesselblad, född 4 juni 1870 i byn Fåglavik i Hudene socken, Västergötland, död 24 april 1957 i Rom, var en svensk, katolsk birgittinnunna. Hon vördas som helgon inom Romersk-katolska kyrkan. Hon står staty utanför kapellet.

## Inventarier
- Kalk, paten och en dopfunt av porslin skänktes av bruket.
- Tre ljuskronor skänktes av andra personer.
- I november 1956 invigdes altartavlan, målad av Bengt Hamrén.
- Ett nytt altarbrun tillverkades av Sofia Widén från Borlänge.

### Orglar
Ursprungligen leddes sången av brukets musikkår, men i början av 1900-talet inköptes ett mindre orgelharmonium. Det ersattes 1960 av ett mekaniskt orgelpositiv med fyra stämmor från A. Magnussons Orgelbyggeri AB, Göteborg.
| Manual        |
| Gedackt 8'    |
| Rörflöjt 4'   |
| Principal 2'  |
| Cymbel 2 chor |